# Petr Buzrla
Petr Buzrla (ur. 18 stycznia 1990 w Kladnie) – czeski wioślarz.

## Osiągnięcia
- Mistrzostwa Świata – Poznań 2009 – czwórka podwójna – 11. miejsce[1].
- Mistrzostwa Europy – Brześć 2009 – dwójka podwójna – brak[1][2].
- Mistrzostwa Europy – Montemor-o-Velho 2010 – czwórka podwójna – 7. miejsce[1].